# Marģers Vestermanis

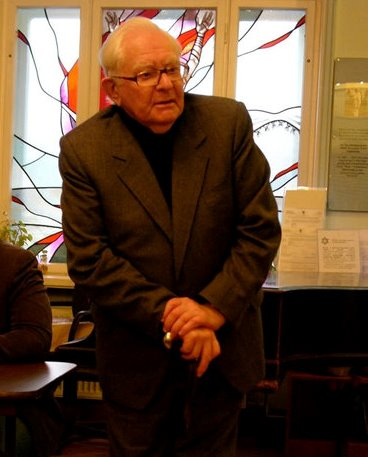
Marģers Vestermanis im Museum Juden in Lettland

Marģers Vestermanis (* 18. September 1925 in Riga, Lettland) ist ein lettischer Holocaustüberlebender, Historiker, Gründer und ehemaliger Direktor des Museums Juden in Lettland.

## Leben

### Jugend und Zweiter Weltkrieg
Marģers Vestermanis wurde als jüngstes von drei Kindern eines Kaufmanns und Fabrikanten in eine großbürgerlich-jüdische, deutschsprachige Familie in Riga geboren. Er besuchte die deutsche Schule seiner Heimatstadt, dann die private jüdische Esra-Schule. Zudem gab ein Rabbiner ihm vom sechsten bis zum fünfzehnten Lebensjahr jüdischen Religionsunterricht. Nach dem deutschen Überfall auf die Sowjetunion wurde er mit 16 Jahren in das von den Nazis errichtete Ghetto Riga verschleppt. Er arbeitete dort als Möbeltischler. Anschließend wurde er im KZ Riga-Kaiserwald interniert, danach musste er Zwangsarbeit auf dem SS-Truppenübungsplatz Seelager und in den benachbarten Lagern Poperwahlen und Dondangen leisten. Bei einem Todesmarsch gelang ihm beim dritten Versuch die Flucht in die Wälder von Kurland, wo er sich dem Widerstand anschloss. 1944 lebte er unter falschem Namen in einem Versteck. Als einziger seiner Familie überlebte er die deutsche Besatzungszeit.

### Die Jahre unter sowjetischer Herrschaft
Nach Kriegsende studierte Marģers Vestermanis in Riga Geschichte. Nach seinem Examen arbeitete er im Lettischen Staatsarchiv (Latvijas PSR Centrālais Valsts Vēstures Arhīvs). Er spezialisierte sich auf die Geschichte der lettischen Arbeiterbewegung am Anfang des 20. Jahrhunderts und publizierte Studien unter anderem zur Geschichte des 1. Mai. Als er für eine im Jahre 1965, zum 20. Jahrestag des Kriegsendes, erschienene Gedenkschrift des Lettischen Staatsarchivs für die Opfer des Zweiten Weltkrieges ein – sicherheitshalber vorsichtig formuliertes – Kapitel über den Holocaust schrieb, wurde er entlassen, sein Beitrag wurde nicht abgedruckt. Denn darin hatte er die damals geltende Sprachregelung übertreten, der zufolge die lettischen Juden als Bürger der Sowjetunion ermordet worden waren (und nicht als Teil des jüdischen Volkes). Gleichwohl erforschte er, neben seiner hauptberuflichen Tätigkeit als Lehrer und der nebenberuflichen als Journalist, weiterhin – diskret – die jüdische Geschichte in Lettland.

### Im unabhängigen Lettland
Seit der Wiedergewinnung der Unabhängigkeit Lettlands 1990/91 konnte Marģers Vestermanis sich dieser Aufgabe uneingeschränkt widmen. Im Jahre 1990 eröffnete er in Riga das Museum Juden in Lettland.
Vestermanis war Mitglied der 1998 einberufenen Historikerkommission zur Erforschung der Geschichte Lettlands unter deutscher und sowjetischer Herrschaft im 20. Jahrhundert und der Kollaboration von Letten mit diesen.
An der Universität Lettlands in Riga war Marģers Vestermanis Dozent für die jüdische Geschichte Lettlands und den Holocaust in Lettland. Über den Holocaust in Lettland hielt er, als Historiker und Zeitzeuge zugleich, zahlreiche Vorträge in seinem Heimatland wie auch in Deutschland.

## Auszeichnungen
- Im Jahre 2006 verlieh ihm die Republik Lettland den Drei-Sterne-Orden.[9]
- Im Jahre 2006 erhielt Marģers Vestermanis im Alter von 81 Jahren den Herbert-Samuel-Preis für Toleranz und Nachsicht in Riga.[6]
- Im Jahre 2007 verlieh ihm die Lettische Akademie der Wissenschaften die Ehrendoktorwürde.[10]
- Im Jahre 2015 verlieh ihm Botschafter Arad Benkö den Austrian Holocaust Memorial Award des Vereins Österreichischer Auslandsdienst.

## Schriften (in Auswahl)
- Pirmais maijs Latvijā, 1893–1919. Vēsturiska izzin̡a. Latvijas valsts izdevniecīva, Riga 1957 (lettisch; deutsche Übersetzung des Titels: Der Erste Mai in Lettland, 1893–1919. Ein historisches Aufblühen).
- Ar Lībknehta Vāciju. Latvijas un Vācijas proletariāta kopīgās revolucionārās cīņas 1917–1919. Latvijas Valsts Izdevniecība, Riga 1960 (lettisch; deutsche Übersetzung des Titels: Mit Liebknecht in Deutschland. Der gemeinsame revolutionäre Kampf des Proletariats Lettlands und Deutschlands 1917–1919).
- Der Rote Oktober und die Revolutionierung der 8. Deutschen Armee im Baltikum 1917–1918. In: Beiträge zur Geschichte der Arbeiterbewegung, Jg. 11 (1969), S. 87–101.
- Tā rīkojās vērmahts. Vācu militāristu loma nacistisko okupantu noziegumos Latvijā 1941–1945. Liesma, Riga 1973 (lettisch; deutsche Übersetzung des Titels: Die Wehrmacht im Einsatz. Zur Rolle der deutschen Militaristen bei den Verbrechen der nazistischen Okkupanten in Lettland 1941–1945).
- Das SS-Seelager Dondauga – ein Modell für die geplante nationalsozialistische „Neuordnung Europas“. In: Militärgeschichte, hg. vom Militärgeschichtlichen Institut der Deutschen Demokratischen Republik, Jg. 25 (1986), Heft 2, S. 145f.
- Der lettische Anteil an der „Endlösung“. Versuch einer Antwort. In: Uwe Backes, Eckhard Jesse, Rainer Zitelmann (Hg.): Die Schatten der Vergangenheit. Impulse zur Historisierung des Nationalsozialismus. Propyläen, Berlin 1990. ISBN 3-549-07407-7. S. 426–449.
- Fragments of the Jewish history of Riga. A brief guide-book with a map for a walking tour. Museum and Documentation Centre of the Latvian Society of Jewish Culture, Riga 1991.
- Der „Holocaust“ in Lettland. Zur „postkommunistischen“ Aufarbeitung des Themas in Osteuropa. In: Arno Herzig, Ina Lorenz (Hg.): Verdrängung und Vernichtung der Juden unter dem Nationalsozialismus. Shlomo Na’aman zum 80. Geburtstag am 10. November 1992. Hans Christians Verlag, Hamburg 1992. ISBN 3-7672-1173-4. S. 101–130.
- Juden in Riga. Auf den Spuren des Lebens und Wirkens einer ermordeten Minderheit. Ein historischer Wegweiser. 3., verbesserte und erweiterte Aufl., Edition Temmen, Bremen 1995, ISBN 3-86108-263-2.
- Der Holocaust im öffentlichen Bewußtsein Lettlands. In: Jahrbuch für Antisemitismusforschung, Jg. 5 (1996), S. 35–45.
- Ortskommandatur Libau. Zwei Monate deutscher Besatzung im Sommer 1941. In: Hannes Heer, Klaus Naumann (Hg.): Vernichtungskrieg. Verbrechen der Wehrmacht 1941–1944. Zweitausendeins, Frankfurt am Main 1997. ISBN 3-86150-198-8. S. 241–259.
- Die nationalsozialistischen Haftstätten und Todeslager im okkupierten Lettland (1941–1945). In: Ulrich Herbert, Karin Orth, Christoph Dieckmann (Hrsg.): Die nationalsozialistischen Konzentrationslager 1933–1945. Bd. 1. Wallstein-Verlag, Göttingen 1998, ISBN 3-89244-289-4, S. 472–491.
- Retter im Lande der Handlanger. Zur Geschichte der Hilfe für Juden in Lettland während der „Endlösung“. In: Wolfgang Benz, Juliane Wetzel (Hg.): Solidarität und Hilfe für Juden während der NS-Zeit. Regionalstudien. Bd. 2: Ukraine, Frankreich, Böhmen und Mähren, Österreich, Lettland, Litauen, Estland. Metropol, Berlin 1998. ISBN 3-926893-48-6. S. 231–272.
- Holocaust in Lettland. Beiträge zur Geschichte der jüdischen Tragödie. Muzejs un dokumentācijas centrs Ebreji Latvijā, Riga 1999.
- (mit Leo Dribins und Armands Gūtmanis): Latvijas ebreju kopiena. Vēsture, traģēdija, atdzimšana. Latvijas Vēstures Institūta Apgāds, Riga 2001. ISBN 9984-601-64-1 (lettisch; deutsche Übersetzung des Titels: Lettlands jüdische Gemeinschaft. Geschichte, Tragödie, Wiedergeburt). (NB: Das Buch entstand aus der Arbeit der oben erwähnten Historikerkommission.)
- Die Konzentrationslager für Juden während der nationalsozialistischen Besatzungszeit in Lettland 1943 bis 1944. In: Stefan Karner, Philipp Lesiak, Heinrihs Strods (Hg.): Österreichische Juden in Lettland. Flucht – Asyl – Internierung. Studien-Verlag, Innsbruck 2010. ISBN 978-3-7065-4871-7. S. 149–162.

## Filme
Marģers Vestermanis erzählte sein Leben in dem lettischen Dokumentarfilm Mēs tikai tagad sākam (lettisch: Wir fangen gerade erst an) von Marta Herca (2022). Als Berater war er an einem Dokumentarfilm über den Massenmord an Juden im Wald von Rumbula 1941 beteiligt, der 2024 fertiggestellt sein soll. Außerdem wirkte er mit in Rosa von Praunheims Film Meine Mütter – Spurensuche in Riga (2007).